# Sophie Colditz
Sophie Colditz (* 6. Oktober 1988 in Berlin) ist eine deutsche Volleyball- und Beachvolleyballspielerin.

## Karriere Halle
Colditz spielte in ihrer Jugend Hallenvolleyball beim Berliner TSC, wo sie später auch in der Regionalligamannschaft eingesetzt wurde. Mit der SG Rotation Prenzlauer Berg spielte Colditz bis 2010 in der zweiten Bundesliga.

## Karriere Beach
Parallel zur Halle startete Colditz 2005 mit dem Beachvolleyball an der Seite von Karoline Fröhlich auf Jugendmeisterschaften. 2006/2007 spielte sie mit Liane Lehmann und Sophia Labs auf der Smart Beach Tour und anderen nationalen Turnieren. Mit Jenny Heinemann hatte Colditz von 2008 bis 2010 zahlreiche Top-Ten-Platzierungen auf der Smart Beach Tour. Außerdem nahmen Colditz/Heinemann dreimal in Folge an den deutschen Meisterschaften in Timmendorfer Strand teil und belegten hier 2010 zum Abschluss ihrer gemeinsamen Zeit Platz neun. Von 2011 bis 2013 war Kristina Schlechter die Standardpartnerin von Sophie Colditz. Auf der Smart Beach Tour gelangen Colditz/Schlechter zahlreiche Top-Ten-Platzierungen, und bei den deutschen Meisterschaften belegten sie 2011 und 2013 jeweils den 13. Platz. Nach einem weiteren Turnier mit Kristina Schlechter 2014 beendete Colditz ihre Beachvolleyballkarriere.